# Vipio shawi
Vipio shawi är en stekelart som beskrevs av Inayatullah 1998. Vipio shawi ingår i släktet Vipio och familjen bracksteklar. Inga underarter finns listade i Catalogue of Life.